# FedExForum
Das FedExForum ist eine Multifunktionsarena in der US-amerikanischen Stadt Memphis im Bundesstaat Tennessee. Sie dient hauptsächlich als Spielstätte des Basketball-Franchise der Memphis Grizzlies aus der National Basketball Association (NBA) und der NCAA-College-Basketballmannschaft der Memphis Tigers (American Athletic Conference) der University of Memphis, welche beide zuvor in der Memphis Pyramid spielten. Der Spitzname geht auf den Grizzlies-Spieler Tony Allen zurück; der die Halle als The Grindhouse bezeichnete. Dies übernahmen die Grizzlies-Fans.

## Geschichte
Die Arena öffnete im September 2004 nach vielen Debatten und einem Sturm, welcher im Juli 2003 beinahe die an den Bauarbeiten beteiligten Kräne zerstörte. Die Baukosten von etwa 250 Mio. US-Dollar wurden aus öffentlichen Geldern finanziert. Das in Memphis ansässige Kurier- und Logistikunternehmen FedEx Corporation wurde für 92 Mio. US-Dollar Namenssponsor.
Die Arena bietet 18.119 Plätze für Basketballspiele, es besteht aber auch die Möglichkeit Eishockeyspiele, Konzerte und Familienshows auszurichten.

## Galerie

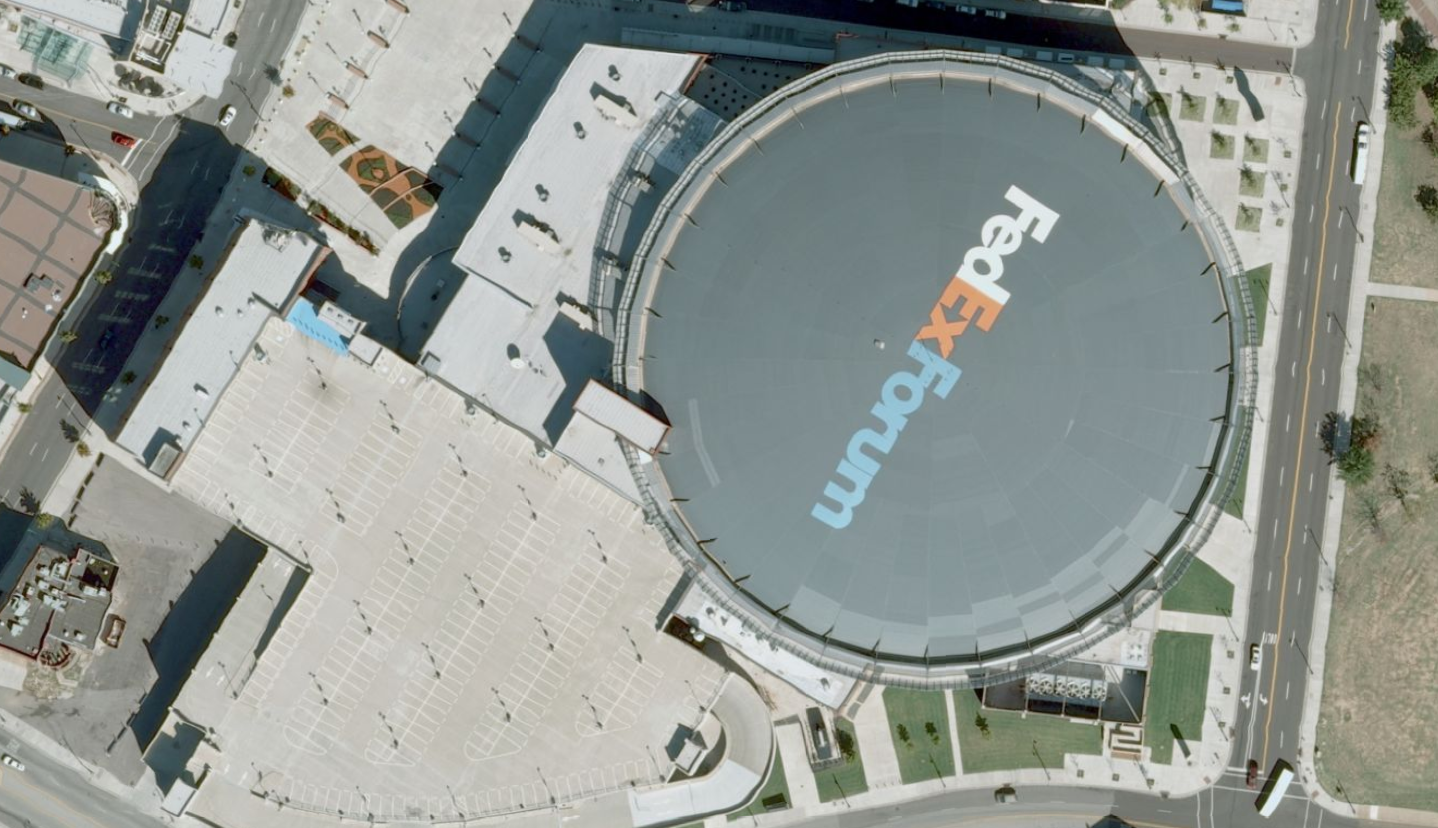
Satellitenbild
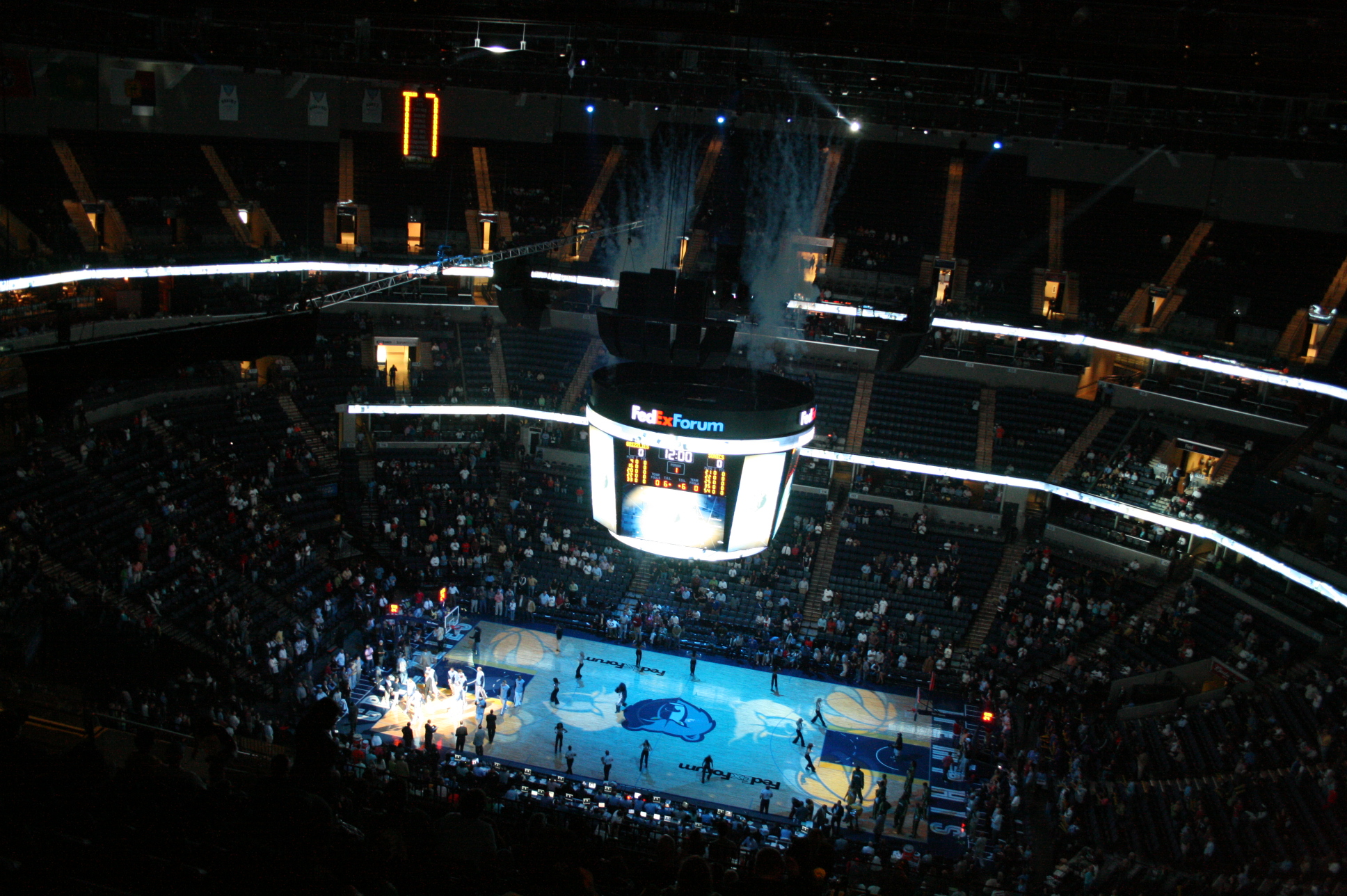
Der Innenraum
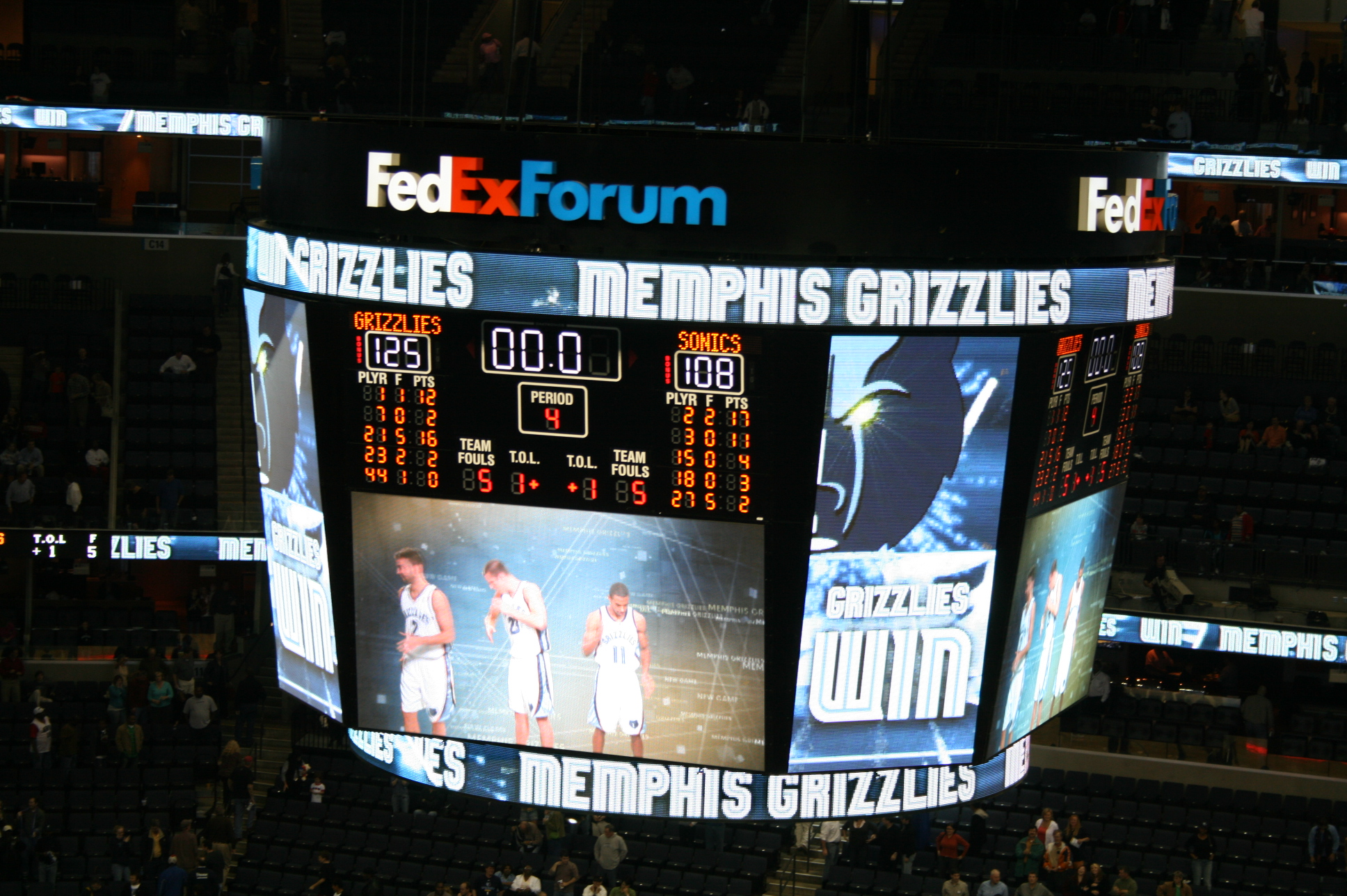
Der Videowürfel
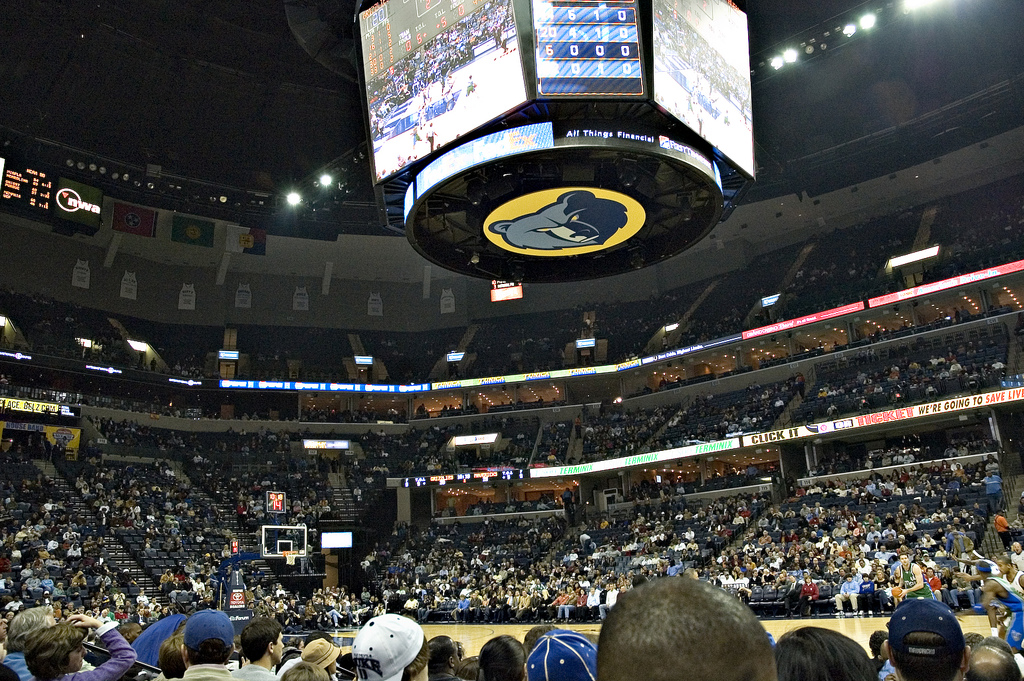
Blick nach oben